# Nimrod Aloni
Nimrod Aloni (en hebreo: נמרוד אלוני‎; 12 de julio de 1973) es un general de división de las Fuerzas de Defensa de Israel (FDI).
Ha ocupado varios puestos importantes en las FDI, incluido el de comandante del Cuerpo de Profundidad, comandante de la División de Gaza y dirigió operaciones en el área de Ramallah.
Aunque inicialmente se afirmó que Hamás lo hizo prisionero el 7 de octubre de 2023 en la Batalla de Reim, junto con una serie de fotografías que parecían mostrarlo retenido por palestinos la afirmación no fue contrastada por la FDI, y más tarde sería desmentida por Associated Press.

## Biografía
Eloni nació en la aldea de Ein Karem en las afueras de Jerusalén. En noviembre de 1991, se alistó en las FDI y se ofreció como voluntario para la 35.ª Brigada Paracaidista, donde fue nombrado comandante después de completar un curso de comandante de infantería. Continuó en varios puestos de comandante hasta junio de 2002, cuando fue ascendido a general de división del Mando Central. En 2017 fue nombrado jefe del Estado Mayor del Cuerpo de Profundidad, y en julio de 2019, comandante de la División de Gaza. El 16 de julio de 2023 se celebró una ceremonia de intercambio en la que Eloni asumió el cargo de comandante del Cuerpo de Profundidad, en sustitución del general de división saliente Itai Veruv.